# 静岡シネ・ギャラリー
静岡シネ・ギャラリー（Cine Gallery）は、静岡県静岡市葵区御幸町11-14にある映画館（ミニシアター）。
2003年（平成15年）12月20日に開館した。隣接する宝泰寺の檀信徒会館としての性格を持つサールナートホール3階にあり、50席と55席の2スクリーンを有する。静岡市唯一のミニシアターである。開館時からの支配人は宝泰寺住職の藤原靖爾（藤原東演）。副支配人は海野農。

## 基礎情報

### 所在地
- 所在地 : 〒420-0857 静岡県静岡市葵区御幸町11-14[1]
- アクセス : JR東海道新幹線・東海道本線静岡駅北口から徒歩5分[1]

### スクリーン
シネ・ギャラリー1・2とも車いす対応スペースは存在しない。
| 静岡シネ・ギャラリーのスクリーン | 静岡シネ・ギャラリーのスクリーン | 静岡シネ・ギャラリーのスクリーン | 静岡シネ・ギャラリーのスクリーン |
| スクリーン                       | 座席数                           | 設備                             |                                  |
| -------------------------------- | -------------------------------- | -------------------------------- | -------------------------------- |
| シネ・ギャラリー1                | 50席                             | 5.1ch                            |                                  |
| シネ・ギャラリー2                | 55席                             | 5.1ch                            |                                  |

## 特色

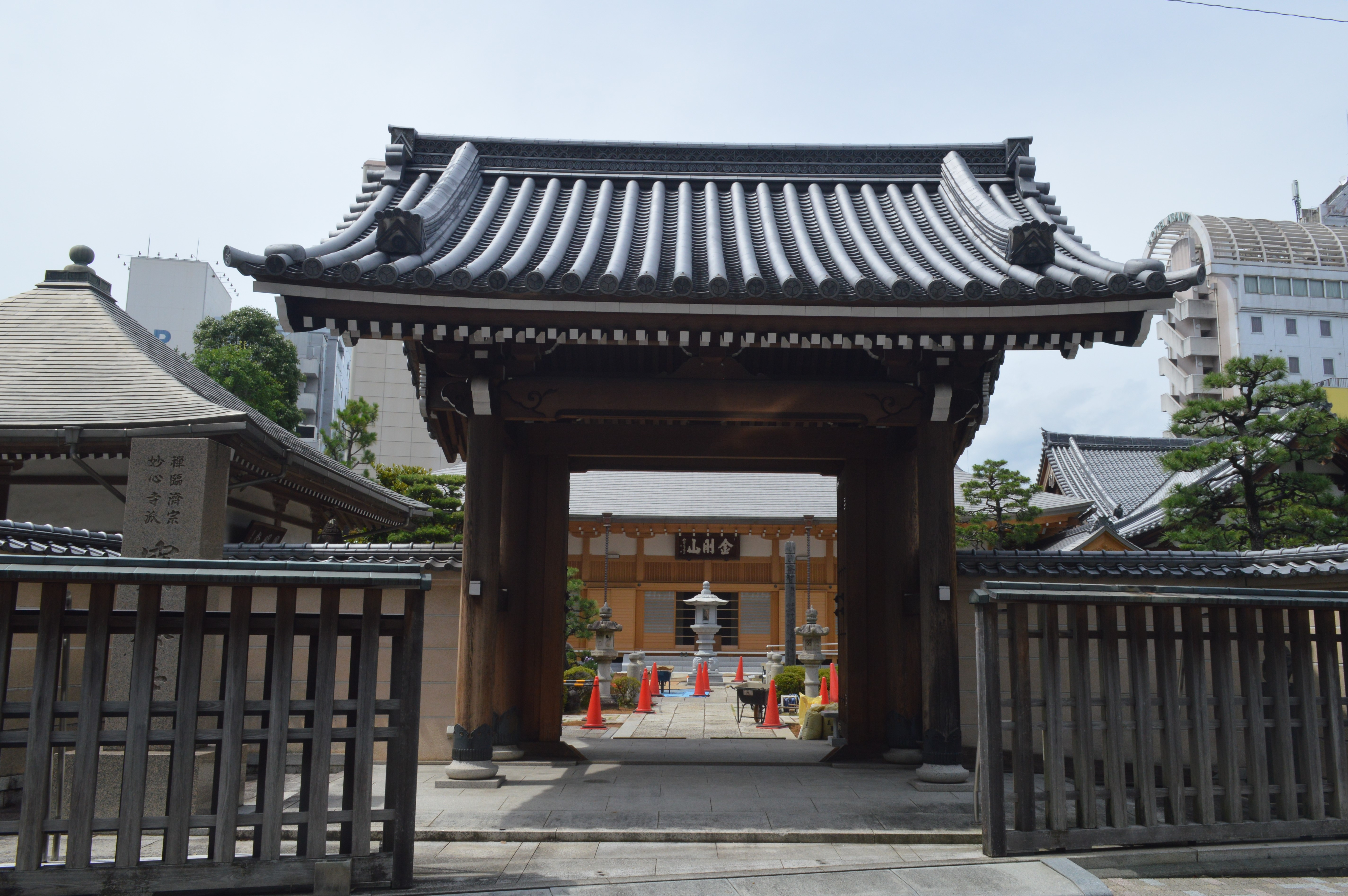
宝泰寺

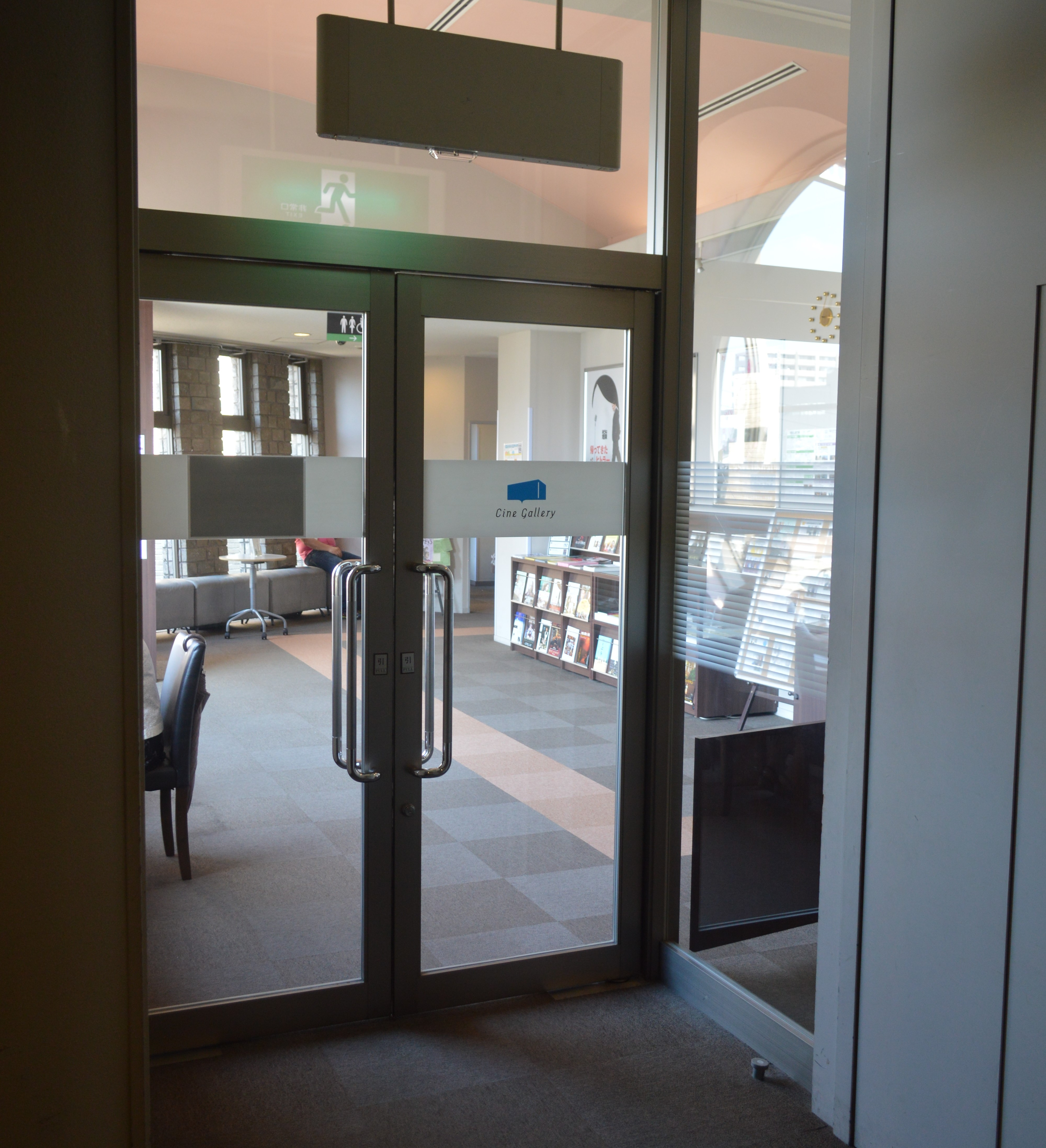
静岡シネ・ギャラリーの入口

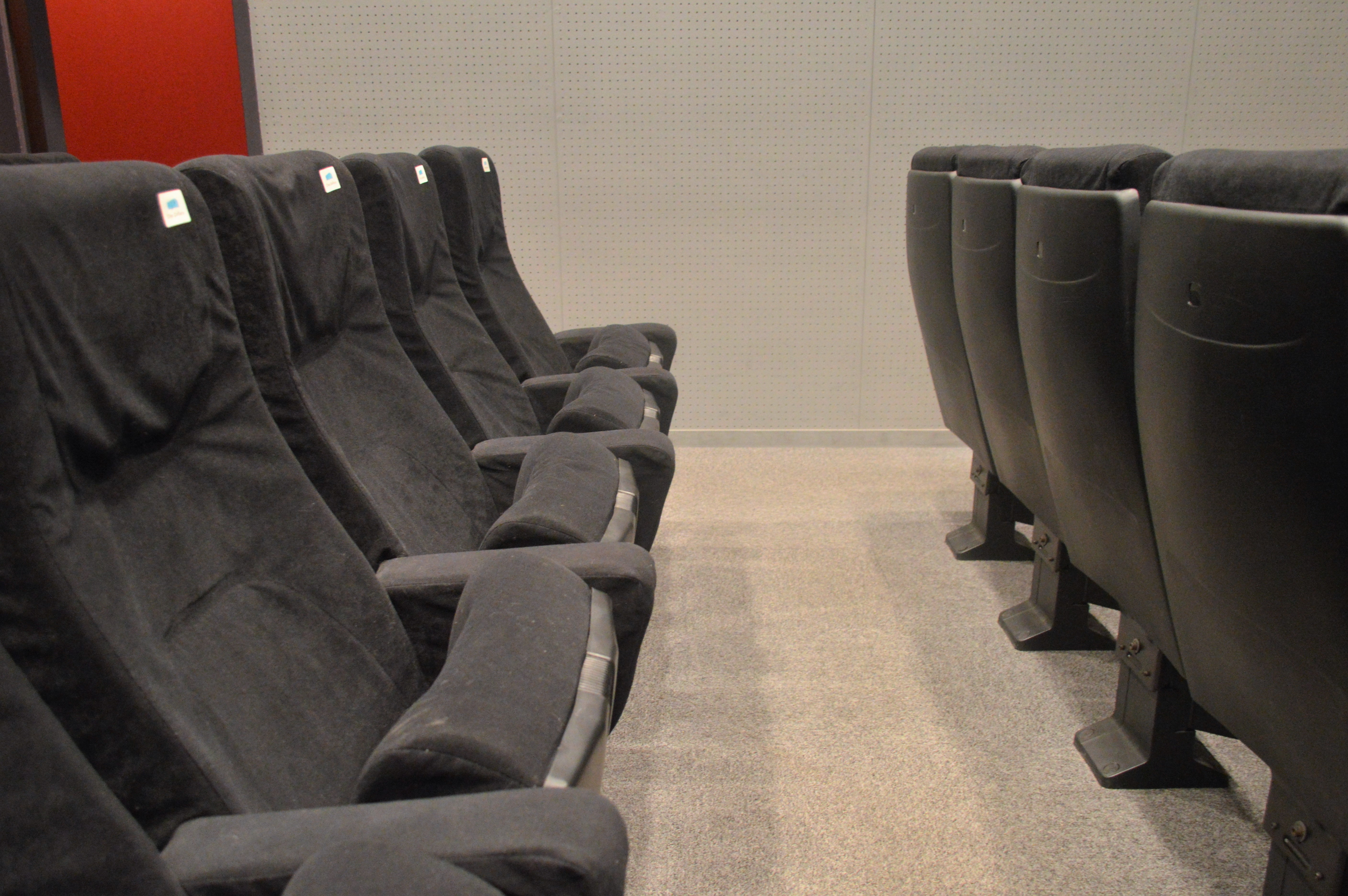
静岡シネ・ギャラリーの座席

2003年（平成15年）の開館当時の静岡市には、静岡オリオン座や静岡東宝会館などの従来館やMOVIX清水などのシネマコンプレックスしか存在せず、静岡シネ・ギャラリーは初のミニシアターだった。2008年（平成20年）に浜松市にシネマイーラが開館するまでは、静岡県内唯一のミニシアターでもあった。
大手映画配給会社の系列に属さない単館系映画館として運営されている。仏教寺院が運営しているとはいえ、暴力や性的な描写がある作品を排除することはなく、その作品そのものの価値を考慮して上映する作品を選定している。
劇場ロビーの丸窓からは北側の宝泰寺を見下ろすことができる。劇場内の内装はモノトーンに統一されている。劇場は映画館として設計されたものではなく、1995年から2003年までは会議室だった部屋を改装しているが、後部の3列には段差を付けられるほど天井が高い。
年間130本から140本の作品を上映しており、会員には上映作品の紹介がついた会報誌が郵送される。2013年度（平成25年度）のシネ・ギャラリーの会員数は約4,500人であり、全国のミニシアターでも上位に入るという。

## 歴史

### 年表
- 1995年（平成7年）4月9日 - サールナートホールが開館。
- 2003年（平成15年）12月20日 - サールナートホール3階に2スクリーンの静岡シネ・ギャラリーが開館。

### 開館前

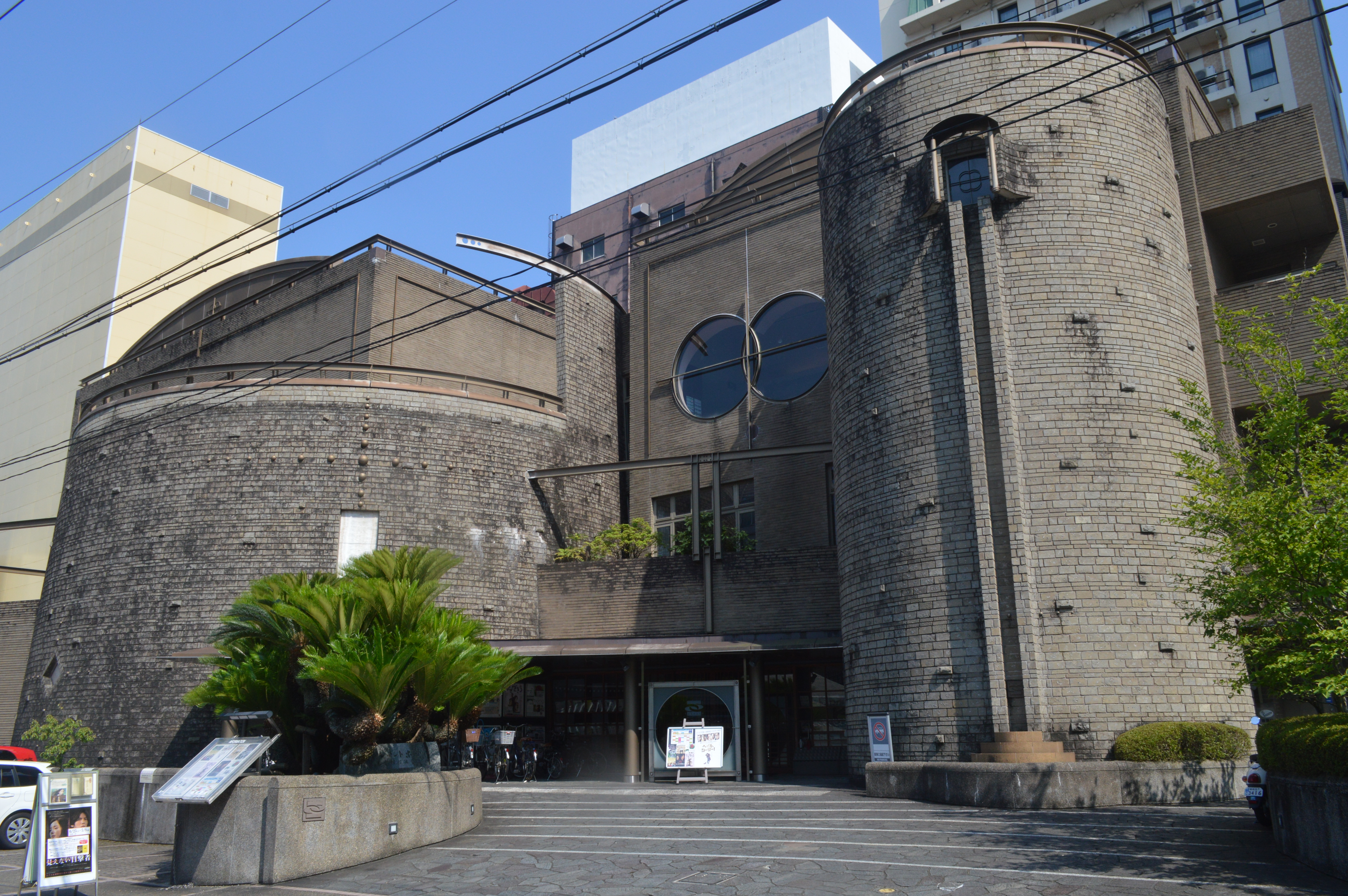
静岡シネ・ギャラリーが入るサールナートホール

臨済宗妙心寺派宝泰寺の後継ぎである藤原靖爾（藤原東演）は、戦中の1944年（昭和19年）11月に静岡県静岡市に生まれた。京都大学法学部在学中には外交官になりたいという夢を持ち、また司法試験を受けたこともあった。父親の死去によって1994年（平成6年）に宝泰寺の住職となった。藤原は1995年（平成7年）に株式会社サールナートホールを設立。同年4月9日に宝泰寺の檀信徒会館であるサールナートホールが開館した。当初は葬儀や法要を主要な事業に想定していたが、一般市民向けのコンサートなどの文化事業も手掛けている。
1995年（平成7年）10月にはメインホールで名作映画の会員制上映会「シネ・サロン」をスタートさせた。月2回の頻度で開催され、各回の上映前に映画評論家の石原郁子による作品解説がつく。第1回はルキノ・ヴィスコンティ監督の『ベニスに死す』（1971年、イタリア＝フランス合作）、第2回はフェデリコ・フェリーニ監督の『道』（1954年、イタリア）、第3回はゲオルギー・シェンゲラーヤ監督の『放浪の画家ピロスマニ』（1969年、グルジア）だった。
メインホールの会員制上映会は東京・神田神保町の岩波ホールを目標に挙げ、地方都市で上映されることの少ない独立プロやミニシアター系の作品を35ミリフィルムで上映した。しかしメインホールは常設の映画館ではなく多目的施設であり、作品の上映期間や上映回数に制限があった。このために上映用の作品を求めても配給会社から断られることもあった。メインホールでの映画上映会では、8年間で約900本の作品を上映してきた。
2000年（平成12年）の静岡市には14館の映画館があったが、すべての館が映画館の街として知られる七間町にあり、JR静岡駅前などに映画館は存在しなかった。

### 開館後

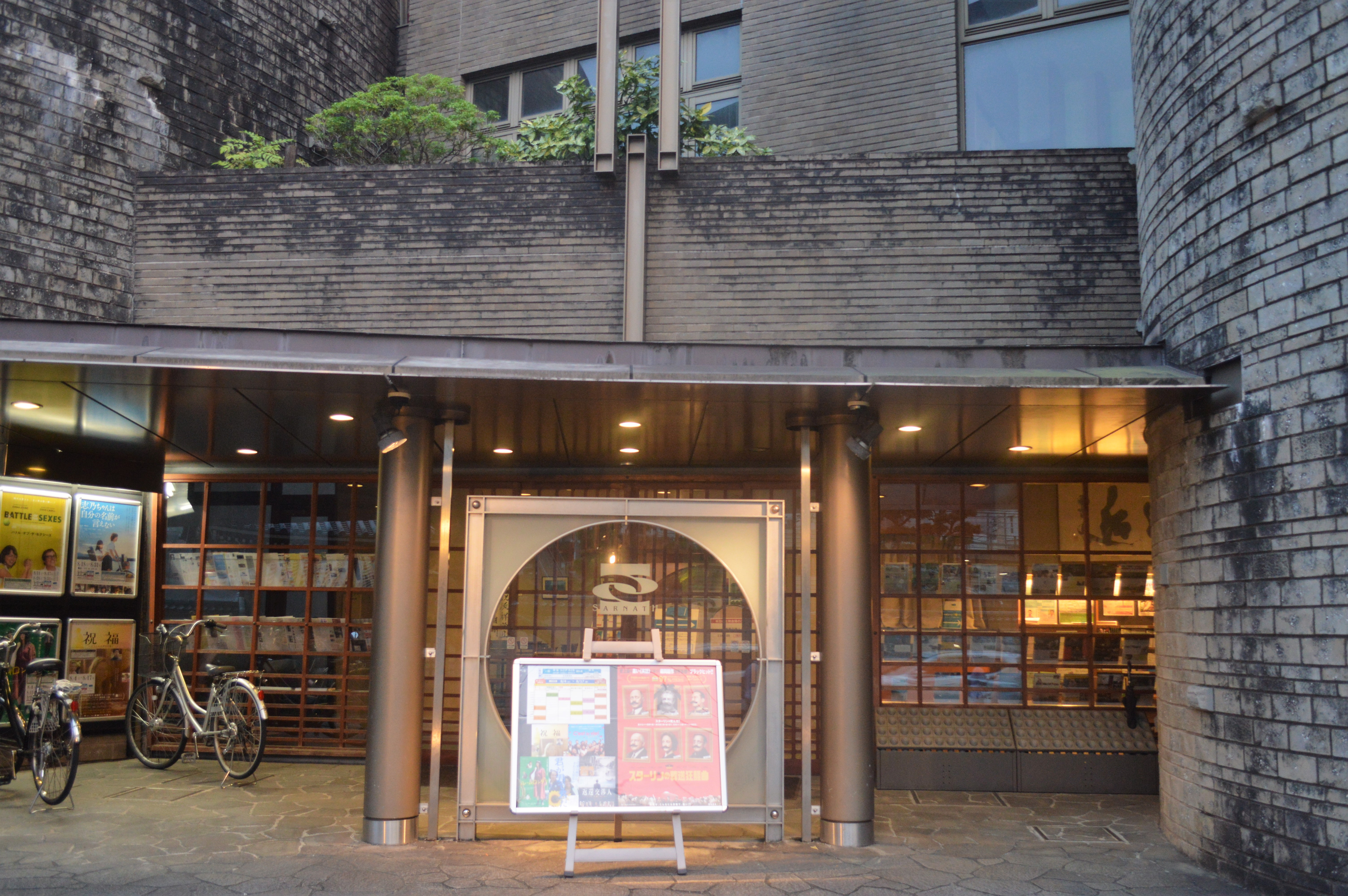
サールナートホールの入口

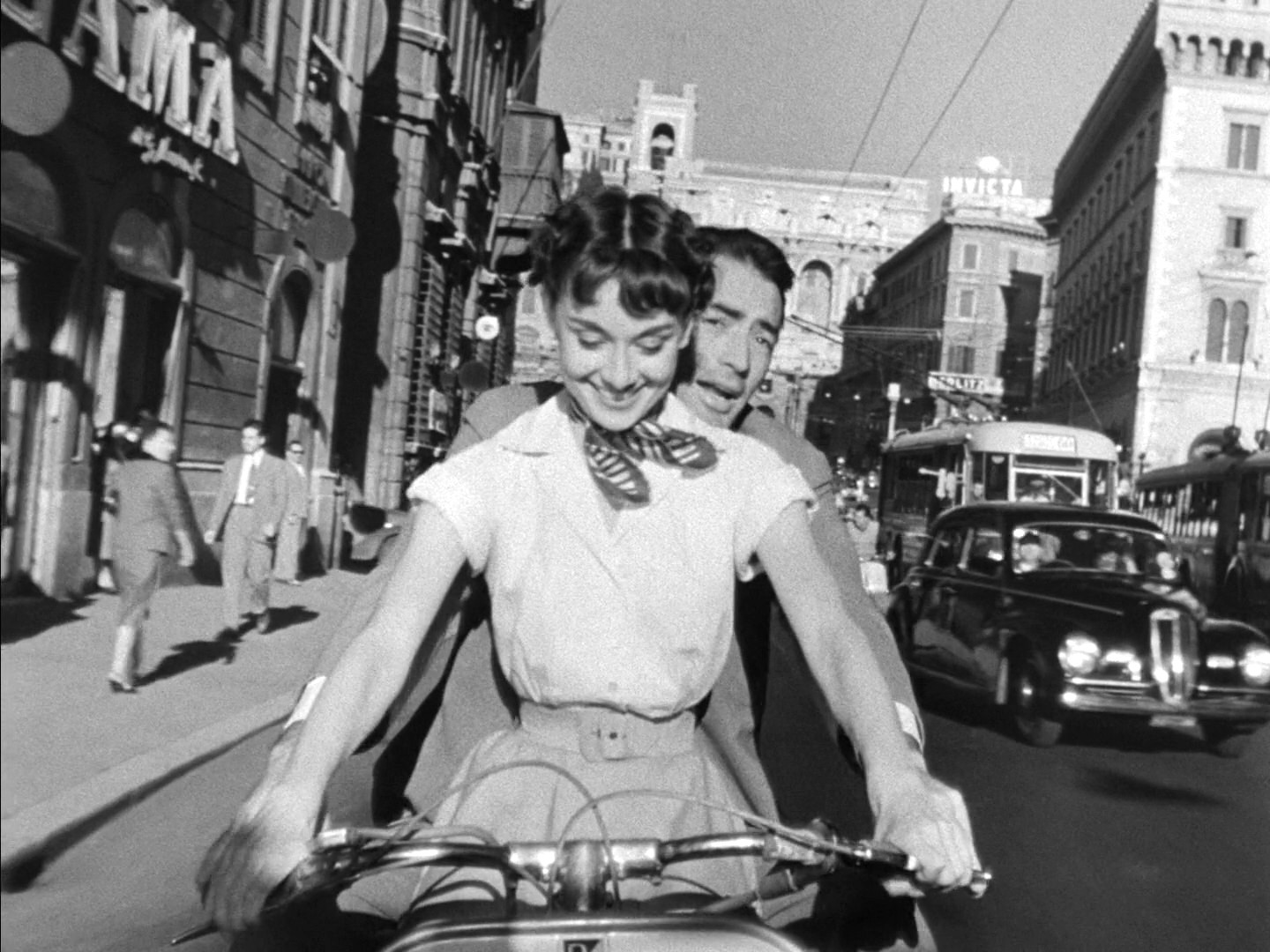
初上映作品となった『ローマの休日』

2003年（平成15年）12月20日、サールナートホール3階に常設映画館の静岡シネ・ギャラリー（2スクリーン）が開館した。約3,500万円かけて会議室だった部分を映画館に改装している。開館当初の座席数は45席と47席。シネ・ギャラリー1の初上映作品はフランコ・ゼフィレッリ監督の『永遠のマリア・カラス』が、シネ・ギャラリー2の初上映作品はウィリアム・ワイラー監督の名作『ローマの休日』。
開館直後の2004年（平成16年）2月、もぎりのバイトとして海野農が入社、映写係・映写チーフを経て副支配人となる。海野は北海道出身、関西の大学を経て静岡在住。
2004年（平成16年）1月17日からのオープニング第2弾上映作品は、シネ・ギャラリー1がペドロ・アルモドバル監督の『トーク・トゥ・ハー』、シネ・ギャラリー2がピーター・マラン監督の『マグダレンの祈り』だった。同年5月には「フランス映画祭」を開催し、アンドレ・テシネ監督の『かげろう』、 コリーヌ・セロー監督の『女はみんな生きている』を上映した。韓流ブームで人気俳優となったペ・ヨンジュンが主演する『スキャンダル』は、静岡シネ・ギャラリーで前売券の窓口販売記録を更新した。2004年7月10日から1日3回の上映で、9日間に満席が15回、その他の回も80-90%の入りであった。観客の80%は中年女性だったという。
市川雷蔵の映画デビュー50周年を記念して、2005年（平成17年）7月9日から8月5日には「市川雷蔵祭」を開催した。『新・平家物語』、『切られ与三郎』、『弁天小僧』など代表作15作を上映、雷蔵の命日である7月17日には観客全員にみそまんじゅうをプレゼントした。同年12月には静岡シネ・ギャラリーが主催する会員特典企画として、映画評論家のおすぎとシンガーソングライターの小室等が出演する「おすぎのトークショー&小室等のミニライブ」を静岡市民文化会館で開催した。2005年以後、毎年の会員特典企画として年末におすぎと小室等を呼んでいた。2010年（平成22年）の静岡市には15館の映画館があったが、静岡シネ・ギャラリーの2館を除く13館は七間町の映画館だった。
2011年10月よりtwitter（現：X）アカウント運用開始。2021年頃からの上映予定映画の紹介文が「上映映画の題名を140字の文中に入れない」などの手法により1万回以上のリツイートとなるツイート（ポスト）をたびたび発信、映画の魅力を伝える宣伝方法として話題となった。SNSの担当者や人数などは非公開となっているが、取材によると特にツイートのノルマやマニュアルなどはないという。

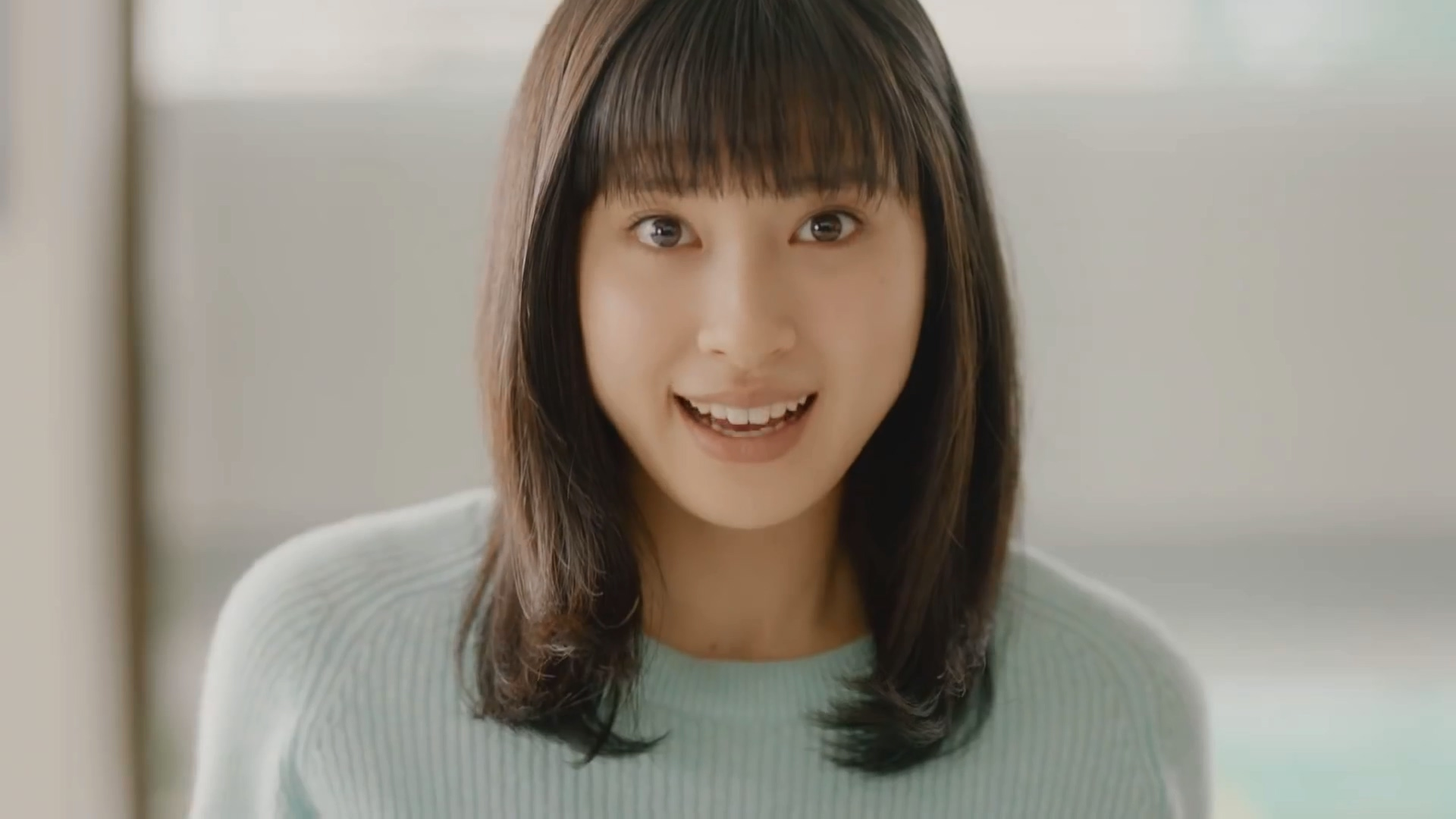
2012年に『果てぬ村のミナ』の舞台挨拶を行った土屋太鳳

2012年（平成24年）8月には『SRサイタマノラッパー ロードサイドの逃亡者』を上映し、8月4日には入江悠監督、主演の奥野瑛太、ラップ指導の上鈴木伯周の舞台挨拶が行われた。同年12月には浜松市天竜区水窪地区などがロケ地となった『果てぬ村のミナ』を上映し、シネ・ギャラリーでは瀬木直貴監督や主人公役の土屋太鳳などによる舞台挨拶が行われた。
2013年（平成25年）12月には『楽隊のうさぎ』を上映し、12月14日には鈴木卓爾監督と主演の川崎航星の舞台挨拶が行われた。
2014年（平成26年）4月には『ほとりの朔子』を上映し、4月6日には主演の古舘寛治の舞台挨拶が行われた。2015年（平成27年）11月には『千年の一滴』を上映し、11月7日には柴田昌平監督の舞台挨拶が行われた。2016年（平成28年）1月には『シネマの天使』を上映し、1月16日には及川奈央の舞台挨拶が行われた。
2017年（平成29年）3月には『この世界の片隅に』と『マイマイ新子と千年の魔法』を上映し、両作品を監督した片渕須直の舞台挨拶が行われた。同年6月には『標的の島 風（かじ）かたか』を上映し、6月3日には三上智恵監督の舞台挨拶が行われた。同年7月には『うつろいの標本箱』を上映し、7月2日には鶴岡慧子監督や出演者の舞台挨拶が行われた。同年8月には『アリーキャット』を上映し、8月12日には主演の窪塚洋介の舞台挨拶が行われた。同年10月には『米軍が最も恐れた男 その名は、カメジロー』を上映し、10月6日には佐古忠彦監督の舞台挨拶が行われた。
2018年（平成30年）7月には『返還交渉人 いつか、沖縄を取り戻す』を上映し、7月14日には柳川強監督の舞台挨拶が行われた。

### クラウドファンディング
2020年（令和2年）コロナ禍によるミニシアターの危機を支援するためのクラウドファンディングによるミニシアター・エイド（Mini-Theater AID）基金による補助を受ける対象映画館のひとつとなった。また独自に同年にクラウドファンディングを行い、433人から4,540,280円（目標の90％）の支援を受けて終了している。
その後、2024年（令和6年）に「映画館「サールナートホール/静岡シネ・ギャラリー」のこれからのために！新映写機導入プロジェクト」クラウドファンディングを行い、754人から13,035,000円（目標の130％）の支援を集めて終了した。うち、300,000円支援コースのリターンとして「中高生100名の映画鑑賞料金無料化+レポート（+支援者にオリジナルグッズ5種類）」を選んだ支援者が5名おり、2025年4月1日から1年間、サールナートホール・静岡シネ・ギャラリーの小中高生鑑賞料金が先着合計500名まで無料となることが告知された。4月半ば過ぎまでに約80人が利用している。